# Move (Thousand Foot Krutch)
Move è un singolo del gruppo canadese Thousand Foot Krutch, estratto nel 2005 dall'album The Art of Breaking.
Ha raggiunto la 16ª posizione nella classifica Billboard Mainstream Rock Songs.

## Video musicale
Nel video il gruppo sta suonando in una cantina di un edificio abbandonato. L'intro è abbastanza lento e si vede una ragazza che cammina, mentre la canzone inizia a movimentarsi, si vede la ragazza correre senza meta, urtando diverse persone sul suo percorso e fermandosi vicino dove la band sta suonando. Quando ripercorre i suoi passi si accorge che le persone che ha incontrato prima hanno una sorta di protesi metallica.
L'audio è leggermente diverso da quello della canzone, in quanto:
- nell'intro della canzone si sente Trevor sussurrare, mentre nel videoclip non si sente;
- l'outro della canzone è più lungo.

## Formazione
- Trevor McNevan - voce
- Steve Augustine - batteria
- Joel Bruyere - basso